# Michael Hoyos
Michael Ryan Hoyos (Fountain Valley, 2 agosto 1991) è un calciatore argentino, attaccante dell'Independiente del Valle.

## Biografia
Ha un fratello minore, Kevin, anch'egli calciatore.

## Caratteristiche tecniche
Centrocampista potente fisicamente e dalla buona visione di gioco.

## Carriera

### Club
È nato a Fountain Valley nella Contea di Orange (California) nel 1991 da genitori argentini originari di Don Turcuato (Partido di Tigre, Buenos Aires) emigrati negli States. Tifoso dei Los Angeles Galaxy, è vissuto in California fino a 15 anni (2006) prima di trasferirsi con la madre e il fratello Kevin in Argentina, a La Plata, dove viene ingaggiato dall'Estudiantes. In precedenza aveva giocato con gli Irvine Strikers, squadra del Santa Margarita Catholic High School di California.
Nel 2009, guadagnatosi il soprannome di Gringo, senza aver mai giocato in Primavera, il mister Alejandro Sabella lo convoca in ritiro con la prima squadra. All'esordio fa subito gol in un'amichevole contro il Boca Juniors. Con l'Estudiantes vince l'Apertura 2010 contribuendo, con 12 presenze (4 da titolare) e un gol, alla vittoria finale.
Inoltre nello stesso anno nasce anche suo figlio Ryan, che porta il suo secondo nome.

Con il nuovo allenatore Eduardo Berizzo non scende però mai in campo.

### Nazionale
Nel maggio 2010 è tra i 15 calciatori che vengono portati dal C.T. dell'Under-20 Sergio Batista in Sudafrica per fungere da sparring partner per la Nazionale maggiore di Diego Armando Maradona, in vista degli imminenti Mondiali. Di tutti i giovani che si allenano a Pretoria, lui diventa il preferito di Maradona che lo fa giocare molte volte nelle partitelle in sostituzione di Milito, Messi e Veron.
Nel gennaio 2011 viene convocato al Campionato sudamericano di calcio Under-20 dove, con addosso il numero 10, mette a segno il suo primo gol al minuto 58 nella partita vinta per 2-1 contro l'Uruguay il 16 gennaio.

## Palmarès

### Club

#### Competizioni nazionali
- Campionato argentino: 1

Estudiantes: Apertura 2010

#### Competizioni internazionali
- Recopa Sudamericana: 1

Independiente del Valle: 2023